# Oberea euphorbiae
Oberea euphorbiae là một loài bọ cánh cứng trong họ Cerambycidae.

## Hình ảnh

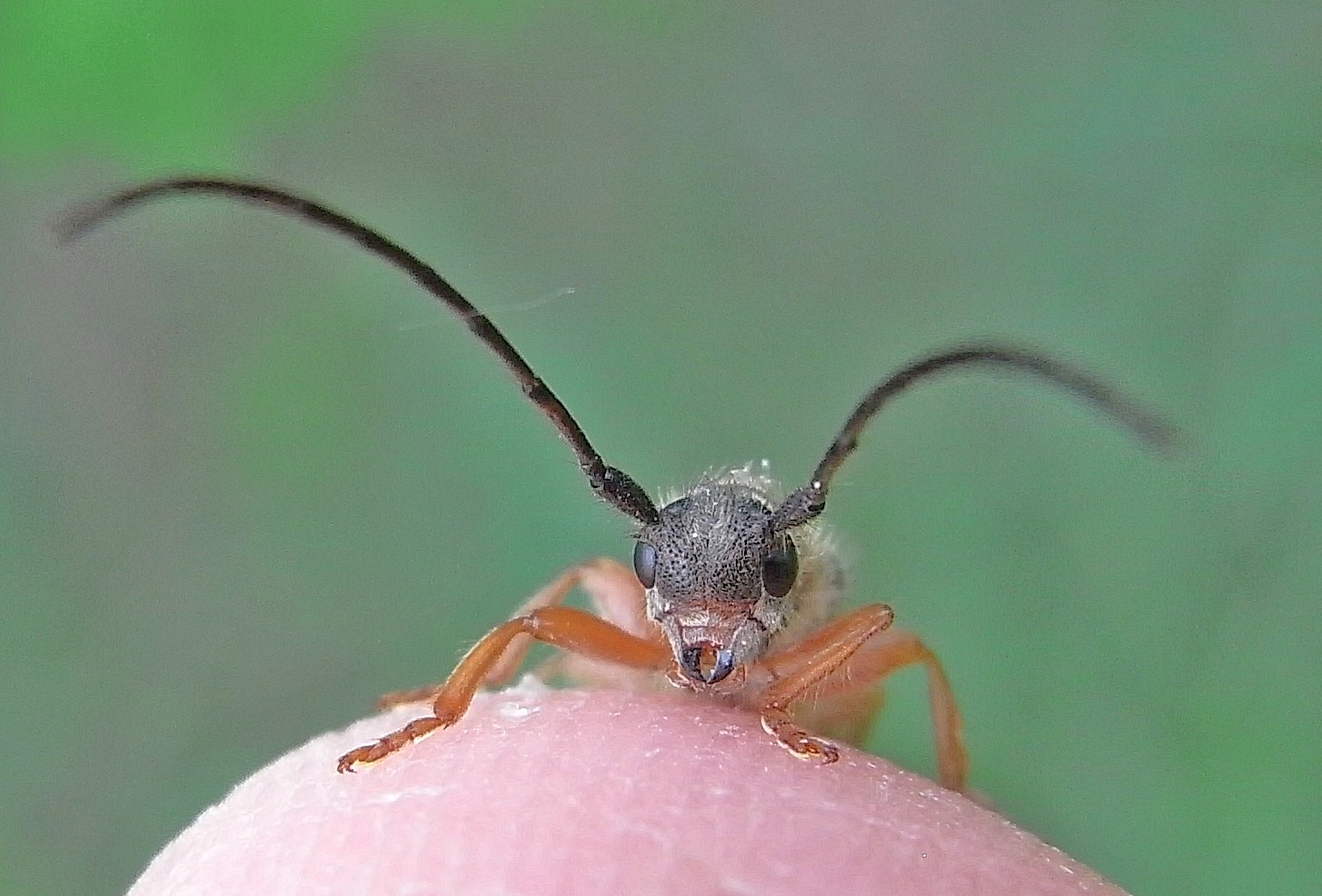
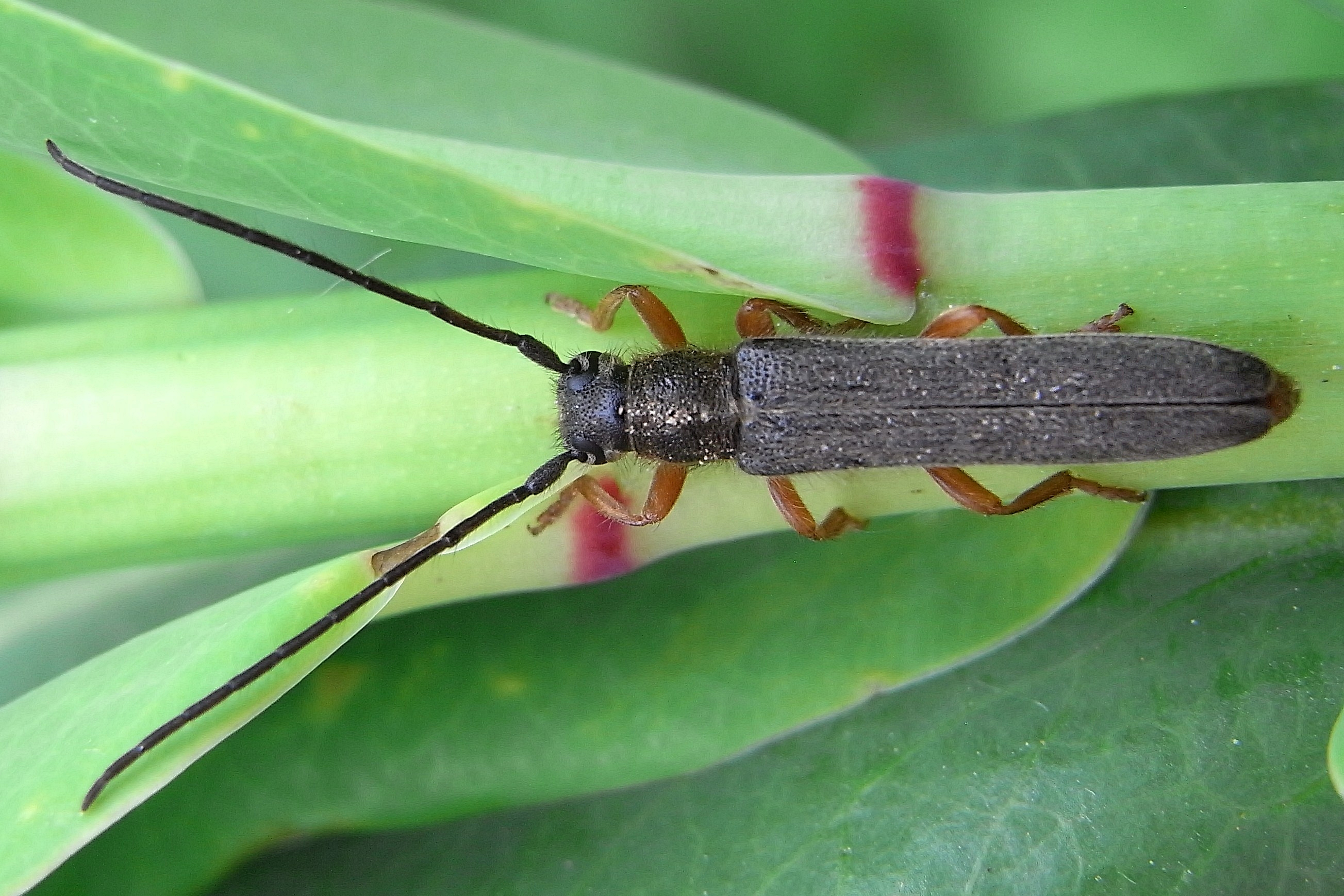